# Berlin–Angermünde–Berlin 1975
Berlin–Angermünde–Berlin 1975 war die 26. Austragung des Eintagesrennens Berlin–Angermünde–Berlin (Erich-Schulz-Gedenkrennen). Es fand am 6. April über 157 Kilometer statt. Sieger wurde Wolfram Kühn.

## Rennverlauf
Veranstalter des Rennens war die BSG Post Berlin. Am „18. Erich-Schulz-Gedenkrennen“ nahm die gesamte Leistungsklasse der DDR-Sportclubs mit allen Nationalmannschaftsfahrern teil. Für diese ging es um Qualifikationspunkte für die Nominierung zur Internationalen Friedensfahrt 1975. 73 Radrennfahrer gingen an den Start. Niedrige Temperaturen, Regen und Schneefall prägten das Rennen. Nach 37 Kilometern spaltete sich das Feld bei starkem Wind in mehrere Gruppen auf. Lediglich Rainer Salan schaffte als Solist noch den Anschluss an die Spitzengruppe. An der Spitze blieben 13 Fahrer bis zum Finale zusammen. Ausreißversuche von Hans-Joachim Hartnick und Joachim Vogel auf den letzten Kilometern blieben erfolglos. Auf der Zielgeraden in der Rigaer Straße in Berlin-Friedrichshain gewann Wolfram Kühn den Endsprint sicher. Lediglich 18 Fahrer kamen in die Wertung.

## Ergebnis
|     | Fahrer            | Verein                    | Zeit (h)  |
| --- | ----------------- | ------------------------- | --------- |
| 01. | Wolfram Kühn      | SC Turbine Erfurt         | 3:43:20 h |
| 02. | Michael Schiffner | SC DHfK Leipzig           | gl. Zeit  |
| 03. | Wolfgang Lötzsch  | BSG Wimut Karl-Marx-Stadt | gl. Zeit  |
| 04. | Joachim Vogel     | SC Karl-Marx-Stadt        | gl. Zeit  |
| 05. | Rainer Salan      | SC Dynamo Berlin          | gl. Zeit  |
| 06. | Siegfried Kramer  | SC Turbine Erfurt         | gl. Zeit  |
| 0 … |                   |                           |           |